# آلية التسارع بالطرد المركزي
قد يحدث تسارع الطرد المركزي للجسيمات الكونية لإكسابها طاقات نسبية في الأجرام الفيزيائية الفلكية الدوارة. يُعتقد بشدة أن الأنوية المجرية النشطة والنجوم النابضة تملك أغلفة مغناطيسية دوارة، وبالتالي يمكن أن تدفع الجسيمات المشحونة إلى طاقات عالية وطاقات فائقة. تسارع الطرد المركزي هو تفسير مقترح للأشعة الكونية فائقة الطاقة (يو إتش إي سي آر) والأشعة الكونية ذات الطاقة القصوى (إي إي سي آر) التي تتجاوز حد جرايسن زاتسبن كوزمن.

## التسارع نحو طاقات عالية
من المعروف أن الغلاف المغناطيسي للأنوية المجرية النشطة (إيه جي إن) والنجوم النابضة تتميز بمجالات مغناطيسية قوية تجبر الجسيمات المشحونة على اتباع خطوط المجال. إذا كان المجال المغناطيسي يدور (مثلما هو الحال مع هذه الأجسام الفيزيائية الفلكية)، فستختبر الجسيمات حتمًا تسارع طرد مركزي. كان العمل الرائد الذي قام به مشابيلي وروجافا تجربةً فكرية لخرزة تتحرك داخل ماسورة مستقيمة دوارة. جرى تحليل ديناميكيات الجسيم تحليليًا وعدديًا، وقد تبين أنه إذا حوفظ على الدوران الجامد لوقت طويل بما فيه الكفاية، ستزداد طاقة الخرزة بمعدل تقاربي. على وجه الخصوص، أظهر ريجر ومانهايم، بناءً على نظرية مشابيلي وروجافا، أن معامل لورنتز للخرزة سيأخذ الشكل التالي:

| {\displaystyle \gamma ={\frac {\gamma _{0}}{1-\Omega ^{2}r^{2}/c^{2}}}} | \| \| \| \| \| \| \| \| | (1) |
|                                                                         |                         |     |
|                                                                         |                         |     |
حيث {\displaystyle \gamma _{0}} هو معامل لورنتز الأولي، وΩ هي السرعة الزاوية للدوران، وr هو الإحداثي الشعاعي للجسيم، وc هي سرعة الضوء. يتضح من هذا السلوك أن الحركة الشعاعية ستكون غير بديهية. خلال الحركة، سيصل الجسيم إلى سطح أسطوانة الضوء (منطقة افتراضية حيث تساوي السرعة الدورانية الخطية سرعة الضوء بالضبط)، ما سيؤدي إلى زيادة مكون السرعة القطبي. من ناحية أخرى، لا يمكن أن تتجاوز السرعة الإجمالية سرعة الضوء، لذلك يجب أن ينخفض مكون السرعة الشعاعي. هذا يعني أن قوة الطرد المركزي ستغير اتجاهها.
كما يظهر في المعادلة الأولى، يقترب معامل لورنتز من المالانهاية إذا استمر الدوران الجامد. هذا يشير لضرورة وجود حدود على الطاقة بواسطة عمليات معينة. بشكل عام، هناك آليتان رئيسيتان: تشتت كومبتون العكسي (آي سي إس) وما يسمى بآلية انهيار الخرزة على السلك (بي بي دبليو). فيما يتعلق بالهياكل الشبيهة بالانبعاثات المادية في إيه جي إن، فقد ثبت أنه بالنسبة لمجموعة واسعة من زوايا ميل خطوط المجال نسبةً لمحور الدوران، فإن آي سي إس هي الآلية المهيمنة التي تحد بكفاءة من معاملات لورنتز القصوى الخاص بالإلكترونات {\displaystyle \gamma _{ICS}^{max}\sim 10^{8}}. من ناحية أخرى، تبين أن آلية بي بي دبليو تصبح مهيمنةً في ضياء إيه جي إن المنخفض نسبيًا L < 8 *1040 إرج/ ثانية، ليصبح معامل لورنتز للألكترونات {\displaystyle L<8\times 10^{40}\mathrm {erg} /\mathrm {s} }.
تُعتبر تأثيرات الطرد المركزي أكثر كفاءةً في النجوم النابضة ذات معدل الدوران المرتفع جدًا التي تدور كل مللي ثانية. درس عثمانوف وريجر التسارع بالطرد المركزي للجسيمات المشحونة في مساحة أسطوانة الضوء الخاصة بالنجوم النابضة. تبين أن الإلكترونات قد تتمتع بمعامل لورنتز ** عن طريق عملية تشتت كومبتون كلاين نيشينا العكسي.